# Zoran Mustur
Zoran Mustur, född 12 juli 1953 i Herceg Novi, Socialistiska republiken Montenegro, SFR Jugoslavien,
är en före detta jugoslavisk vattenpolospelare.
Mustur ingick i Jugoslaviens landslag vid olympiska sommarspelen 1980.
Mustur tog OS-silver i den olympiska vattenpoloturneringen i Moskva. Han spelade åtta matcher och gjorde två mål i turneringen.